# KV19
KV19 bezeichnet das altägyptische Grabmal im Tal der Könige, in dem Prinz Montuherchepschef bestattet wurde, einem Sohn von Pharao Ramses IX.

## Architektur

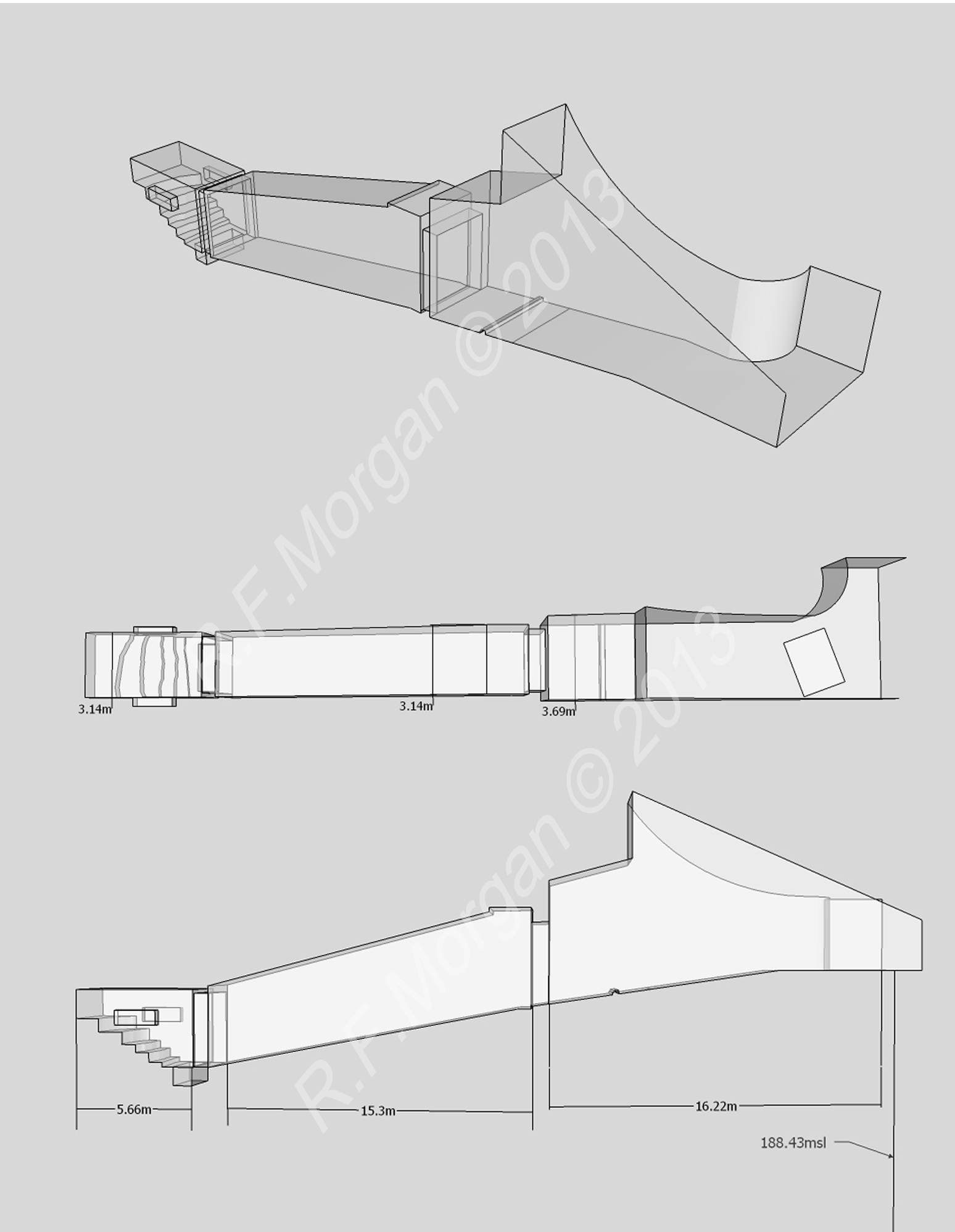
Isometrische Darstellung, Grundriss und Schnittzeichnung des Grabes

Das Grab ist unfertig und besteht aus zwei geräumigen Gängen und einem anschließenden dritten, welcher nicht fertiggestellt wurde. Die ganze Anlage ist 38,68 m lang. Die Dekoration des Grabes ist aufgemalt und zeigt den Prinzen vor verschiedenen Gottheiten. Im Unterschied zu den Prinzengräbern im Tal der Königinnen ist der Prinz jedoch immer alleine und nicht mit dem König dargestellt. Diese Malereien zählen zu den besten im Tal der Könige.

## Bedeutung
Das Grab wurde ursprünglich für den Prinzen Sethherchepschef angelegt, der dann aber als Ramses VIII. den Thron bestieg. Eine Grabstätte für ihn als Thronregent wurde allerdings nie gefunden.

## Erforschung
Neuzeitlichen Erforschungen zufolge enthielt das Grab einige „spätere“ Mumien, die wahrscheinlich von Nachbestattungen stammen. Von der originalen Grabausstattung fanden sich allerdings noch Perlen und Einlagen, die vielleicht zum Sarg des Prinzen gehören. Dessen sterblichen Überreste sind bislang nicht entdeckt worden.